# Horoșe, Pokrovske
Horoșe (în ucraineană Хороше) este un sat în comuna Velîkomîhailivka din raionul Pokrovske, regiunea Dnipropetrovsk, Ucraina.

## Demografie
Componența lingvistică a localității Horoșe
     Ucraineană (94,44%)
Conform recensământului din 2001, majoritatea populației localității Horoșe era vorbitoare de ucraineană (94,44%), existând în minoritate și vorbitori de alte limbi.